# 1994年リレハンメルオリンピックのクロスカントリースキー競技
1994年リレハンメルオリンピックのクロスカントリースキー競技（1994ねんリレハンメルオリンピックのクロスカントリースキーきょう）は、2月13日から2月27日までノルウェーのリレハンメルで行われた。

## 競技結果

### 男子

#### 30kmフリー
- 1994年2月14日
- エントリー75人：完走71人
- Sports-Reference.com (Olympics) のアーカイブ (英語)
- 1994年リレハンメルオリンピックのクロスカントリースキー競技 - Olympedia（英語）
- リレハンメルオリンピック公式記録vol4(PDF)P160-P161

| 順位 | 名前                     | 国・地域     | 記録           |
| ---- | ------------------------ | ------------ | -------------- |
| 1    | トーマス・アルスゴール   | ノルウェー   | 1時間12分26秒4 |
| 2    | ビョルン・ダーリ         | ノルウェー   | 1時間13分13秒6 |
| 3    | ミカ・ミュルレ           | フィンランド | 1時間14分14秒5 |
| 4    | ミカイル・ボトニノフ     | ロシア       | 1時間14分43秒3 |
| 5    | マウリーリョ・デ・ゾルト | イタリア     | 1時間14分55秒5 |
| 6    | ヤリ・イソメッサ         | フィンランド | 1時間15分12秒5 |
| 7    | シルビオ・ファウネル     | イタリア     | 1時間15分27秒7 |
| 8    | エジル・クリスチャンセン | ノルウェー   | 1時間13分13秒6 |
| 9    | ヨハン・ミューレック     | ドイツ       | 1時間15分42秒8 |
| 10   | ヴラジーミル・スミルノフ | カザフスタン | 1時間16分01秒8 |
| 19   | 堀米光男                 | 日本         | 1時間17分49秒4 |
| 20   | 今井博幸                 | 日本         | 1時間18分03秒7 |
| 39   | 佐々木一成               | 日本         | 1時間20分52秒1 |
| 48   | 長浜一年                 | 日本         | 1時間22分24秒9 |

#### 10kmクラシカル
- 1994年2月17日
- 完走88人
- Sports-Reference.com (Olympics) のアーカイブ (英語)
- 1994年リレハンメルオリンピックのクロスカントリースキー競技 - Olympedia（英語）
- リレハンメルオリンピック公式記録vol4(PDF)P162-P163

| 順位 | 名前                         | 国・地域     | 記録      |
| ---- | ---------------------------- | ------------ | --------- |
| 1    | ビョルン・ダーリ             | ノルウェー   | 24分20秒1 |
| 2    | ヴラジーミル・スミルノフ     | カザフスタン | 24分38秒3 |
| 3    | マルコ・アルバレーロ         | イタリア     | 24分42秒3 |
| 4    | ミカイル・ボトニノフ         | ロシア       | 24分58秒9 |
| 5    | スツーレ・ジベルトセン       | ノルウェー   | 24分59秒7 |
| 6    | ミカ・ミュルレ               | フィンランド | 25分05秒3 |
| 7    | ベガール・ウルバン           | ノルウェー   | 25分08秒0 |
| 8    | シルビオ・ファウネル         | イタリア     | 25分08秒1 |
| 9    | ハッリ・キルヴェスニエミ     | フィンランド | 25分13秒2 |
| 10   | アロイス・シュタットローバー | オーストリア | 25分25秒4 |
| 25   | 佐々木一成                   | 日本         | 26分12秒1 |
| 31   | 堀米光男                     | 日本         | 26分36秒2 |
| 40   | 今井博幸                     | 日本         | 26分48秒8 |
| 72   | 神津正昭                     | 日本         | 28分20秒2 |

#### 25km複合（10kmクラシカル + 15kmフリー）
- 1998年2月17日、19日
- エントリー88人：完走74人
- Sports-Reference.com (Olympics) のアーカイブ (英語)
- 1994年リレハンメルオリンピックのクロスカントリースキー競技 - Olympedia（英語）
- リレハンメルオリンピック公式記録vol4(PDF)P164-P165

| 順位 | 名前                       | 国・地域     | 記録           |
| ---- | -------------------------- | ------------ | -------------- |
| 1    | ビョルン・ダーリ           | ノルウェー   | 1時間00分08秒8 |
| 2    | ヴラジーミル・スミルノフ   | カザフスタン | 1時間00分38秒0 |
| 3    | シルビオ・ファウネル       | イタリア     | 1時間01分48秒6 |
| 4    | ミカ・ミュルレ             | フィンランド | 1時間01分55秒9 |
| 5    | ミカイル・ボトニノフ       | ロシア       | 1時間01分57秒8 |
| 6    | ヤリ・ラサネン             | フィンランド | 1時間02分03秒7 |
| 7    | スツーレ・ジベルトセン     | ノルウェー   | 1時間02分09秒7 |
| 8    | ヨハン・ミューレック       | ドイツ       | 1時間02分31秒2 |
| 9    | ジョルジョ・ヴァンツェッタ | イタリア     | 1時間02分31秒6 |
| 10   | マルコ・アルバレロ         | イタリア     | 1時間02分34秒1 |
| 18   | 佐々木一成                 | 日本         | 1時間04分00秒5 |
| 27   | 堀米光男                   | 日本         | 1時間05分07秒0 |
| 42   | 今井博幸                   | 日本         | 1時間06分19秒8 |
| 54   | 神津正昭                   | 日本         | 1時間07分50秒1 |

#### 4×10kmリレー
- 1994年2月22日
- エントリー14チーム：完走14チーム
- Sports-Reference.com (Olympics) のアーカイブ (英語)
- 1994年リレハンメルオリンピックのクロスカントリースキー競技 - Olympedia（英語）
- リレハンメルオリンピック公式記録vol4(PDF)P166-P167

| 順位 | 名前                                                                                          | 国・地域     | 記録           |
| ---- | --------------------------------------------------------------------------------------------- | ------------ | -------------- |
| 1    | マウリーロ・デ・ゾルト マルコ・アルバレーロ ジョルジョ・ヴァンツェッタ シルビオ・ファウネル   | イタリア     | 1時間41分15秒0 |
| 2    | スツーレ・ジベルトセン ベガール・ウルバン トーマス・アルスゴール ビョルン・ダーリ             | ノルウェー   | 1時間41分15秒4 |
| 3    | ハッリ・キルヴェスニエミ ミカ・ミュルレ サミ・レポ ヤリ・イソメッサ                           | フィンランド | 1時間42分15秒5 |
| 4    | トラルト・ライン ヨッヒェン・ベーレ ペーター・シュリーケンリーダー ヨハン・ミューレック       | ドイツ       | 1時間44分26秒7 |
| 5    | アンドレイ・キリロフ アレクセイ・プロクロロフ ゲンナディ・ラズーチン ミカイル・ボトニノフ     | ロシア       | 1時間44分29秒2 |
| 6    | ヤン・オットション クリステル・マイベック アンダース・ベリストローム ヘンリック・フォースベリ | スウェーデン | 1時間45分22秒7 |
| 7    | ジェレミアス・ヴィッガー ハンス・ディートヘルム ユルグ・カポル ジアヘム・グイドン             | スイス       | 1時間47分12秒2 |
| 8    | リュボス・ブフタ ヴァクラフ・コルンカ イリ・テプリ パヴェル・ベンチ                           | チェコ       | 1時間47分12秒6 |
| 9    | ニコライ・イヴァノフ パヴェル・コロレフ アンドレイ・ネフゾロフ パヴェル・リアビニネ           | カザフスタン | 1時間47分41秒3 |
| 10   | フィリップ・サンチェス パトリック・レミー ヘルヴェ・バラン ステファン・アザンブレ             | フランス     | 1時間48分25秒1 |
| 14   | 今井博幸 長浜一年 佐々木一成 神津正昭                                                         | 日本         | 1時間49分42秒1 |

#### 50kmクラシカル
- 1994年2月27日
- エントリー72人：完走61人
- Sports-Reference.com (Olympics) のアーカイブ (英語)
- 1994年リレハンメルオリンピックのクロスカントリースキー競技 - Olympedia（英語）
- リレハンメルオリンピック公式記録vol4(PDF)P168-P169

| 順位 | 名前                       | 国・地域     | 記録           |
| ---- | -------------------------- | ------------ | -------------- |
| 1    | ヴラジーミル・スミルノフ   | カザフスタン | 2時間07分20秒3 |
| 2    | ミカ・ミュルレ             | フィンランド | 2時間08分49秒0 |
| 3    | スツーレ・ジベルトセン     | ノルウェー   | 2時間08分49秒0 |
| 4    | ビョルン・ダーリ           | ノルウェー   | 2時間09分11秒4 |
| 5    | エルリン・ユェヴネ         | ノルウェー   | 2時間09分12秒2 |
| 6    | クリステル・マイベック     | スウェーデン | 2時間10分03秒8 |
| 7    | マウリーリョ・デ・ゾルト   | イタリア     | 2時間10分12秒1 |
| 8    | ジョルジョ・ヴァンツェッタ | イタリア     | 2時間10分16秒4 |
| 9    | ミカイル・ボトニノフ       | ロシア       | 2時間10分18秒9 |
| 10   | ベガール・ウルバン         | ノルウェー   | 2時間10分40秒0 |
| 24   | 佐々木一成                 | 日本         | 2時間16分51秒7 |
| 28   | 今井博幸                   | 日本         | 2時間17分55秒2 |
| 48   | 長浜一年                   | 日本         | 2時間22分30秒2 |

### 女子

#### 15kmフリー
- 1994年2月13日
- エントリー54人：完走53人
- Sports-Reference.com (Olympics) のアーカイブ (英語)
- 1994年リレハンメルオリンピックのクロスカントリースキー競技 - Olympedia（英語）
- リレハンメルオリンピック公式記録vol4(PDF)P150-P151

| 順位 | 名前                           | 国・地域     | 記録      |
| ---- | ------------------------------ | ------------ | --------- |
| 1    | マヌエラ・ディ・チェンタ       | イタリア     | 39分44秒5 |
| 2    | リュボーフィ・エゴロワ         | ロシア       | 41分03秒0 |
| 3    | ニナ・ガブリリュク             | ロシア       | 41分10秒4 |
| 4    | ステファーニア・ベルモンド     | イタリア     | 41分33秒6 |
| 5    | ラリサ・ラズチナ               | ロシア       | 41分57秒6 |
| 6    | エレーナ・ヴェルベ             | ロシア       | 42分26秒6 |
| 7    | アントニーナ・オルディナ       | スウェーデン | 42分29秒1 |
| 8    | アルジュベータ・ハブランチコワ | スロバキア   | 42分34秒4 |
| 9    | ソフィー・ヴィルヌーヴ         | フランス     | 42分41秒3 |
| 10   | アニタ・モーエン               | ノルウェー   | 42分42秒9 |
| 11   | 青木富美子                     | 日本         | 43分01秒4 |
| 36   | 横山寿美子                     | 日本         | 46分00秒4 |

#### 5kmクラシカル
- 1994年2月15日
- エントリー62人：完走61人
- Sports-Reference.com (Olympics) のアーカイブ (英語)
- 1994年リレハンメルオリンピックのクロスカントリースキー競技 - Olympedia（英語）
- リレハンメルオリンピック公式記録vol4(PDF)P152-P153

| 順位 | 名前                             | 国・地域     | 記録      |
| ---- | -------------------------------- | ------------ | --------- |
| 1    | リュボーフィ・エゴロワ           | ロシア       | 14分08秒8 |
| 2    | マヌエラ・ディ・チェンタ         | イタリア     | 14分28秒3 |
| 3    | マルヤ＝リーサ・キルヴェスニエミ | フィンランド | 14分36秒0 |
| 4    | アニタ・モーエン                 | ノルウェー   | 14分39秒4 |
| 5    | インゲル＝ヘレネ・ニブローテン   | ノルウェー   | 14分43秒6 |
| 6    | ラリサ・ラズチナ                 | ロシア       | 14分44秒2 |
| 7    | トルーデ・ディベンダール         | ノルウェー   | 14分48秒1 |
| 8    | カテジナ・ノイマノワ             | チェコ       | 14分49秒6 |
| 9    | ピルッコ・マーッタ               | フィンランド | 14分51秒5 |
| 10   | アントニーナ・オルディナ         | スウェーデン | 14分59秒2 |
| 26   | 青木富美子                       | 日本         | 15分41秒9 |
| 50   | 横山寿美子                       | 日本         | 16分30秒5 |

#### 15km複合（5kmクラシカル + 10kmフリー）
- 1994年2月15日、17日
- エントリー61人：完走53人
- Sports-Reference.com (Olympics) のアーカイブ (英語)
- 1994年リレハンメルオリンピックのクロスカントリースキー競技 - Olympedia（英語）
- リレハンメルオリンピック公式記録vol4(PDF)P154-P155

| 順位 | 名前                       | 国・地域     | 記録      |
| ---- | -------------------------- | ------------ | --------- |
| 1    | リュボーフィ・エゴロワ     | ロシア       | 41分38秒1 |
| 2    | マヌエラ・ディ・チェンタ   | イタリア     | 41分46秒1 |
| 3    | ステファーニア・ベルモンド | イタリア     | 42分21秒1 |
| 4    | ラリサ・ラズチナ           | ロシア       | 42分36秒8 |
| 5    | ニナ・ガブリリュク         | ロシア       | 42分37秒5 |
| 6    | トルーデ・ディベンダール   | ノルウェー   | 42分50秒3 |
| 7    | カテジナ・ノイマノワ       | チェコ       | 42分50秒4 |
| 8    | アニタ・モーエン           | ノルウェー   | 43分21秒6 |
| 9    | アントニーナ・オルディナ   | スウェーデン | 43分31秒5 |
| 10   | ソフィー・ヴィルヌーヴ     | フランス     | 43分31秒5 |
| 16   | 青木富美子                 | 日本         | 44分08秒4 |
| 36   | 横山寿美子                 | 日本         | 46分56秒0 |

#### 4×5kmリレー
- 1994年2月21日
- エントリー14チーム：完走14チーム
- Sports-Reference.com (Olympics) のアーカイブ (英語)
- 1994年リレハンメルオリンピックのクロスカントリースキー競技 - Olympedia（英語）
- リレハンメルオリンピック公式記録vol4(PDF)P156-P157

| 順位 | 名前                                                                                                | 国・地域       | 記録           |
| ---- | --------------------------------------------------------------------------------------------------- | -------------- | -------------- |
| 1    | エレーナ・ヴェルベ ラリサ・ラズチナ ニナ・ガブリリュク リュボーフィ・エゴロワ                       | ロシア         | 57分12秒5      |
| 2    | トルーデ・ディベンダール インゲル＝ヘレネ・ニブローテン エリン・ニルセン アニタ・モーエン           | ノルウェー     | 57分42秒6      |
| 3    | ビーチェ・ヴァンツェッタ マヌエラ・ディ・チェンタ ガブリエラ・パルッツィ ステファーニア・ベルモンド | イタリア       | 58分42秒6      |
| 4    | ピルッコ・マーッタ マルヤ＝リーサ・キルヴェスニエミ マリヤ・ラーティネン マリュト・ロリグ           | フィンランド   | 59分15秒9      |
| 5    | シルヴィア・ホーネッガー シルケ・シュワガー バルバラ・メットラー ブリギット・アルブレヒト           | スイス         | 1時間00分05秒1 |
| 6    | アンナ・フリチオフ マリー＝ヘレネ・エストランド アンナ＝レナ・フリッツォン アントニーナ・オルディナ | スウェーデン   | 1時間00分05秒8 |
| 7    | ルボミラ・バラジョワ ヤロスラヴァ・ブカヨワ タチアナ・クトリコワ アルジュベータ・ハブランチコワ     | スロバキア     | 1時間00分05秒8 |
| 8    | ミハリナ・マチュシェック マウゴジタ・ルハワ ドロタ・クワシュナ ベルナデッタ・ボチェック             | ポーランド     | 1時間01分13秒2 |
| 9    | マルチナ・ヴォンドロワ イヴェタ・ゼリンゲロワ カテジナ・ノイマノワ ルーシー・クロウストフスカ       | チェコ         | 1時間02分02秒1 |
| 10   | ローラ・ウイルソン ニナ・ケンペル ローラ・マッカビー レスリー・トンプソン                           | アメリカ合衆国 | 1時間02分28秒4 |

#### 30kmクラシカル
- 1994年2月24日
- エントリー55人：完走51人
- Sports-Reference.com (Olympics) のアーカイブ (英語)
- 1994年リレハンメルオリンピックのクロスカントリースキー競技 - Olympedia（英語）
- リレハンメルオリンピック公式記録vol4(PDF)P158-P159

| 順位 | 名前                             | 国・地域     | 記録           |
| ---- | -------------------------------- | ------------ | -------------- |
| 1    | マヌエラ・ディ・チェンタ         | イタリア     | 1時間25分41秒6 |
| 2    | マリット・ヴォルド               | ノルウェー   | 1時間25分57秒8 |
| 3    | マルヤ＝リーサ・キルヴェスニエミ | フィンランド | 1時間26分13秒0 |
| 4    | トルーデ・ディベンダール         | ノルウェー   | 1時間26分52秒6 |
| 5    | リュボーフィ・エゴロワ           | ロシア       | 1時間26分54秒8 |
| 6    | エレーナ・ヴェルベ               | ロシア       | 1時間26分57秒4 |
| 7    | インゲル＝ヘレネ・ニブローテン   | ノルウェー   | 1時間27分11秒2 |
| 8    | マリュト・ロリグ                 | フィンランド | 1時間27分51秒4 |
| 9    | スヴェトラナ・ナゲイキナ         | ロシア       | 1時間27分57秒2 |
| 10   | アニタ・モーエン                 | ノルウェー   | 1時間28分18秒1 |
| 26   | 青木富美子                       | 日本         | 1時間32分22秒3 |
| 45   | 横山寿美子                       | 日本         | 1時間37分14秒7 |

## 各国メダル数
| 順 | 国・地域     | 金 | 銀 | 銅 | 計 |
| -- | ------------ | -- | -- | -- | -- |
| 1  | イタリア     | 3  | 2  | 4  | 9  |
| 2  | ノルウェー   | 3  | 4  | 1  | 8  |
| 3  | ロシア       | 3  | 1  | 1  | 5  |
| 4  | カザフスタン | 1  | 2  | 0  | 3  |
| 5  | フィンランド | 0  | 1  | 4  | 5  |